# Кошнево (Себежский район)
Кошнево — деревня в Себежском районе Псковской области России. Входит в состав городского поселения Идрица. В 2017 году проживали 4 человека.

## География
Находится на юго-западе региона, в восточной части района, в лесной местности у впадения реки Идрица в реку Великая.
Уличная сеть не развита.

## Климат
Климат умеренно-континентальный влажный.
Величина суммарной солнечной радиации достигает 78-88 ккал на 1 см² в год. Относительно большая облачность в течение года значительно уменьшает продолжительность солнечного сияния, которое составляет в среднем около 1700 часов в год (то есть около 40 % от возможной продолжительности за этот период для данных широт).
Среднегодовая температура воздуха составляет +4,8 С. Наиболее холодным месяцем является январь со среднемесячной температурой −7,5 С. Самый жаркий месяц — июль со среднемесячной температурой +17,4 С. За год выпадает в среднем 602 мм осадков, причем основная часть в теплый период с апреля по октябрь — 425 мм. Средняя относительная влажность воздуха наиболее холодного месяца — 84 %, наиболее теплого — 77 %, среднегодовая относительная влажность воздуха около 80 %. Снежный покров появляется во второй декаде ноября, сходит — в первой декаде апреля. Высота снежного покрова не превышает 24 см.

## Топоним
В XIX веке называлась Кошнева.

## История
Кошнево, как и соседние Клишино с Трубино, Яковлево, поселения староверцев, возникшие примерно в одно и то же время — конец XVIII века, хотя, судя по датировке каменных крестов на местном кладбище (XV—XVI вв), люди селились здесь куда раньше.
Деревня возникла на месте, где кончался судоходный торговый участок пути по реке Великой, и, в связи с этим, деревни в округе были своего рода перевалочной торговой базой для дальнейшего продвижения товаров.
В 1802—1924 годах земли поселения входили в Себежский уезд Витебской губернии.
В 1941—1944 гг. местность находилась под фашистской оккупацией войсками Гитлеровской Германии.
До 1995 года деревня входила в Идрицкий сельсовет. Постановлением Псковского областного Собрания депутатов от 26 января 1995 года все сельсоветы в Псковской области были переименованы в волости и деревня стала частью Идрицкой волости.
В 2015 году Идрицкая волость, вместе с деревней Кошнево и другими населёнными пунктами, была влита в состав городского поселения Идрица.

## Население
| 2001 | 2002 | 2010 |
| ---- | ---- | ---- |
| 20   | ↘17  | ↘7   |

### Национальный состав
Согласно результатам переписи 2002 года, в национальной структуре населения русские составляли 100 % от общей численности в 17 чел..

## Инфраструктура
Личное подсобное хозяйство.

### Достопримечательности
В деревне памятники археологии — каменные кресты XV—XVI веков и надгробная плита с выбитым на ней крестом.

## Транспорт
Деревня доступна с автодороги 58К-548 «Идрица — Ночлегово».